# Yerevan TV
«Ереван ТВ» (арм. Երևան) — частный информационно-развлекательный телеканал в  Армении. Телекомпанию основал Варшам Гарибян в 2000 году. Вещание ведётся на армянском языке, сигнал охватывает большую часть Армении. Штаб-квартира находится в Ереване. Канал также доступен абонентам двум операторов кабельного телевидения «Interactive TV» и «Ucom». Позже в 2014 году канал был закрыт и заменен на «H3».

## Программы
- Взгляд на мир
- Перекрёсток мнений
- Вестник
- Мой Ереван
- XXII век
- Имидж
- Средь бела дня
- Бон апетито
- Фэйс контроль
- Рождение звёзд
- Муай-тай бокс
- Yerevan Night
- Life Line
- Rockesse
- The Best
- Наши хиты
- Муз антракт
- Планета детей
- Мультклуб
- Авторынок
- Полезные советы